# Cippe de Beccut
Vous lisez un « article de qualité » labellisé en 2021.
Le cippe de Beccut est un artéfact archéologique retrouvé en 1953 à Makthar (Tunisie). Il est conservé au musée archéologique de la ville, ouvert en 1967.
Le cippe est, avec la célèbre inscription du moissonneur de Makthar mise au jour à la fin du XIXe siècle et conservée au musée du Louvre, l'un des rares documents épigraphiques retrouvés sur ce site à avoir été gravé d'un texte poétique.
Ce texte daté du IIIe siècle évoque la mémoire d'une jeune femme décédée. Malgré la maladresse d'une formulation rédigée dans un contexte provincial, il donne des informations sur la vie sociale et religieuse de la ville et constitue un indice précieux sur la romanisation de cette partie de l'Afrique romaine et sur l'intégration des populations d'origine numide à la fin du Haut-Empire romain.

## Histoire

### Histoire ancienne de Makthar jusqu'auIIIesiècle

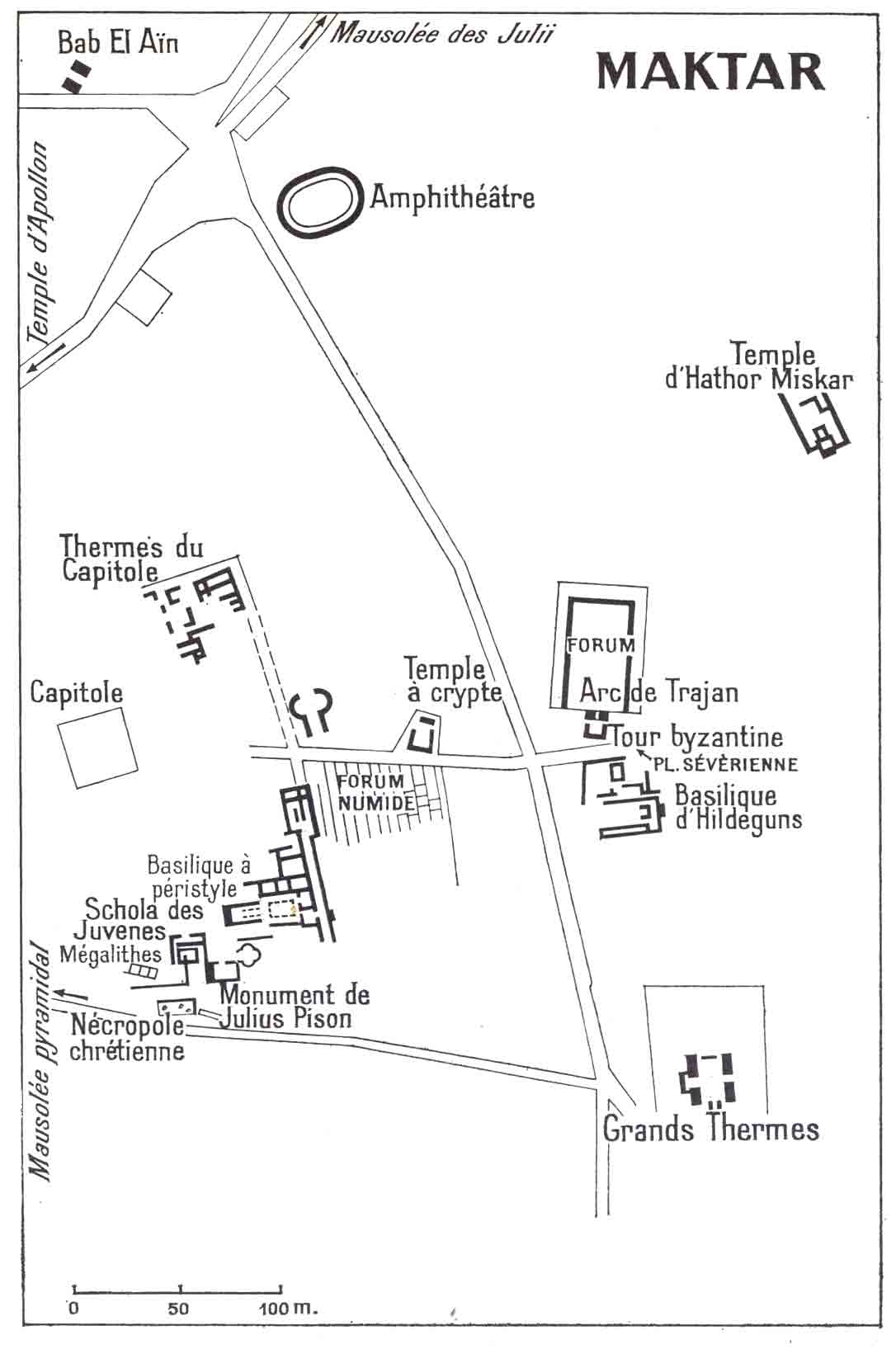
Plan du site archéologique de Makthar, essentiellement à l'intérieur du parc archéologique actuel, ne correspondant que partiellement à la ville antique.

Le cippe de Beccut est un monument funéraire découvert à Makthar par Herranz, chef de chantier, lors de l'exploration de la voie romaine menant de Makthar à Uzappa, par la vallée de l'oued Saboun.
Le site de la ville de Makthar, très anciennement occupé, est le siège d'une puissante cité numide alliée de Carthage dont Massinissa s'empare peu avant la chute finale de la cité punique en 146 av. J.-C. à l'issue de la troisième guerre punique. L'influence de la civilisation carthaginoise reste longtemps forte, comme en témoignent les stèles néo-puniques datées du Ier siècle et retrouvées dans les fouilles du site appelé Bab El Aïn. La cité tire profit dès la fin du Ier siècle de la paix romaine et connaît une certaine prospérité. Les institutions de la ville, ville libre en 46 av. J.-C., sont marquées durablement par l'influence punique, par le maintien de trois suffètes jusqu'au début du IIe siècle. À partir de ce siècle, des triumvirs les remplacent.
La romanisation de la cité commence avec des familles qui obtiennent la citoyenneté à partir du règne de Trajan et d'autres le rang équestre sous le règne de Commode. La vieille cité numide était auparavant devenue colonie sous le nom de Colonia Aelia Aurelia Mactaris entre 176 et 180,. L'apogée de la ville date de la fin du IIe siècle, sous le règne de l'empereur Marc Aurèle, avec une intense activité édilitaire et une superficie supérieure à 10 hectares. Au IIIe siècle, elle devient le siège d'un évêché car le nom de la ville est cité quatre fois dans les listes d'évêques des conciles, dont celui de Carthage en 256. La fin de la prospérité est datée de la fin du premier tiers du IIIe siècle et les restaurations des dégâts liés aux troubles de la crise du troisième siècle sont réalisées après 285.
Le cippe de Beccut est daté des années 250-260. Il évoque la mémoire d'une jeune femme morte à moins de vingt ans, Beccut, incinérée selon la tradition locale. Le site archéologique de Makthar a livré quinze poèmes funéraires datés entre le IIIe et le VIe siècle, mais les plus anciens ne dépassent pas la fin de la dynastie des Sévères et composent un groupe de neuf artéfacts auquel appartient le cippe de Beccut.

### Découverte et étude

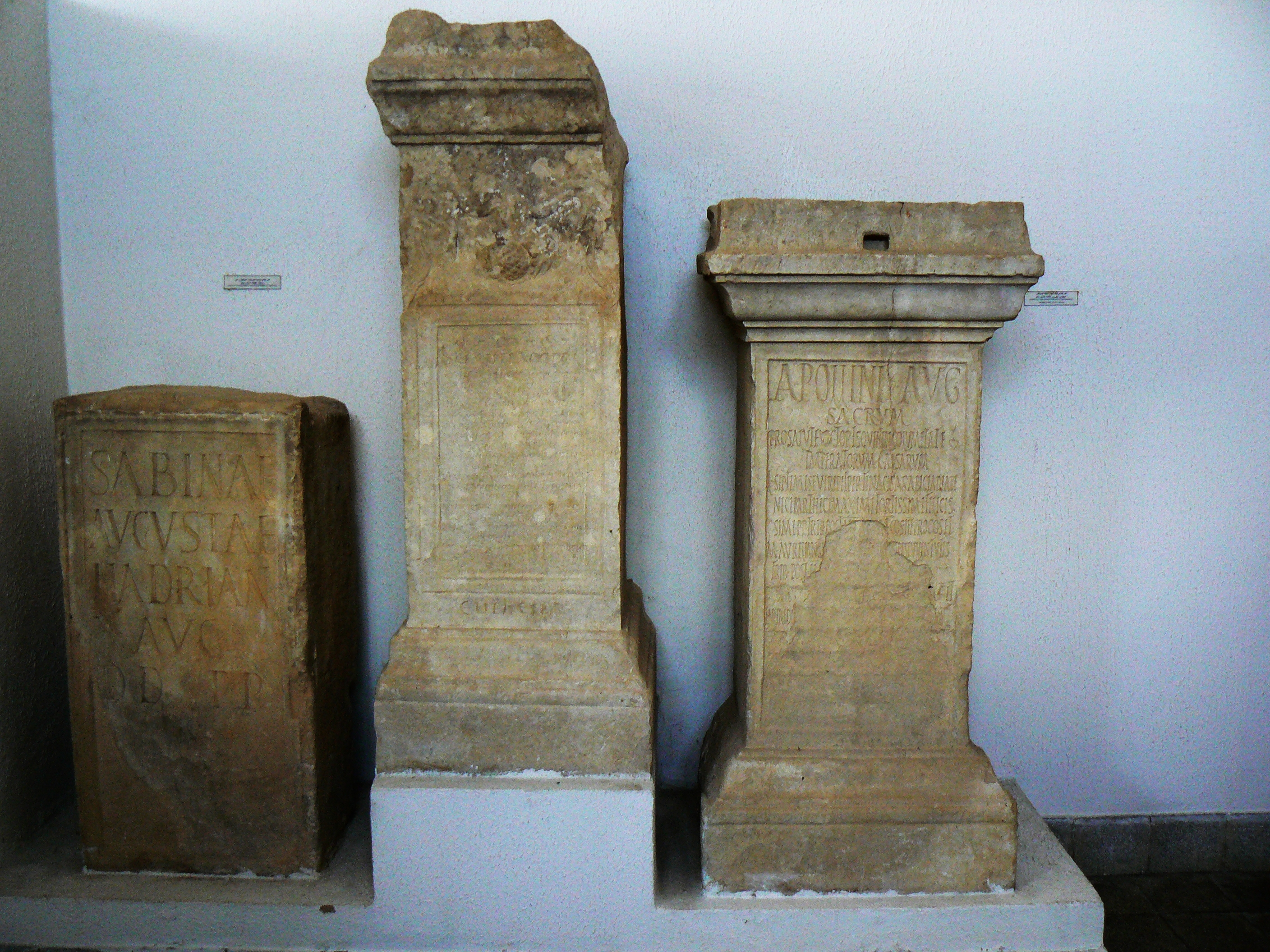
Groupe d'éléments lapidaires au musée de Makthar, dont le cippe de Beccut au centre.

L'étude de l'épigraphie des monuments de l'Afrique doit être prudente selon Jean-Marie Lassère du fait de « régions compartimentées » : ainsi les coutumes ou formules funéraires s'y diffusent de manière différenciée. Les fouilles de Makthar ont livré de nombreuses représentations figurées qui sont autant d'auxiliaires pour la datation des monuments. La forme des lettres doit être maniée avec prudence du fait du caractère provincial de travaux réalisés par des « lapicides campagnards peu adroits » et la paléographie ne suffit pas pour dater.
Le cippe est découvert en 1953, publié l'année suivante (B.A.C., 1954, p. 120) ; une étude approfondie est publiée en 1970. Le site a livré quatre autres cippes en 1965.
L'espace dans lequel il est retrouvé comportait de nombreux vestiges de mausolées monumentaux. Les inscriptions retrouvées lors des fouilles font connaître environ 15 % des membres du collège des décurions locaux du deuxième tiers du IIIe siècle et aucun membre des classes sociales modestes.

## Description

### Description générale

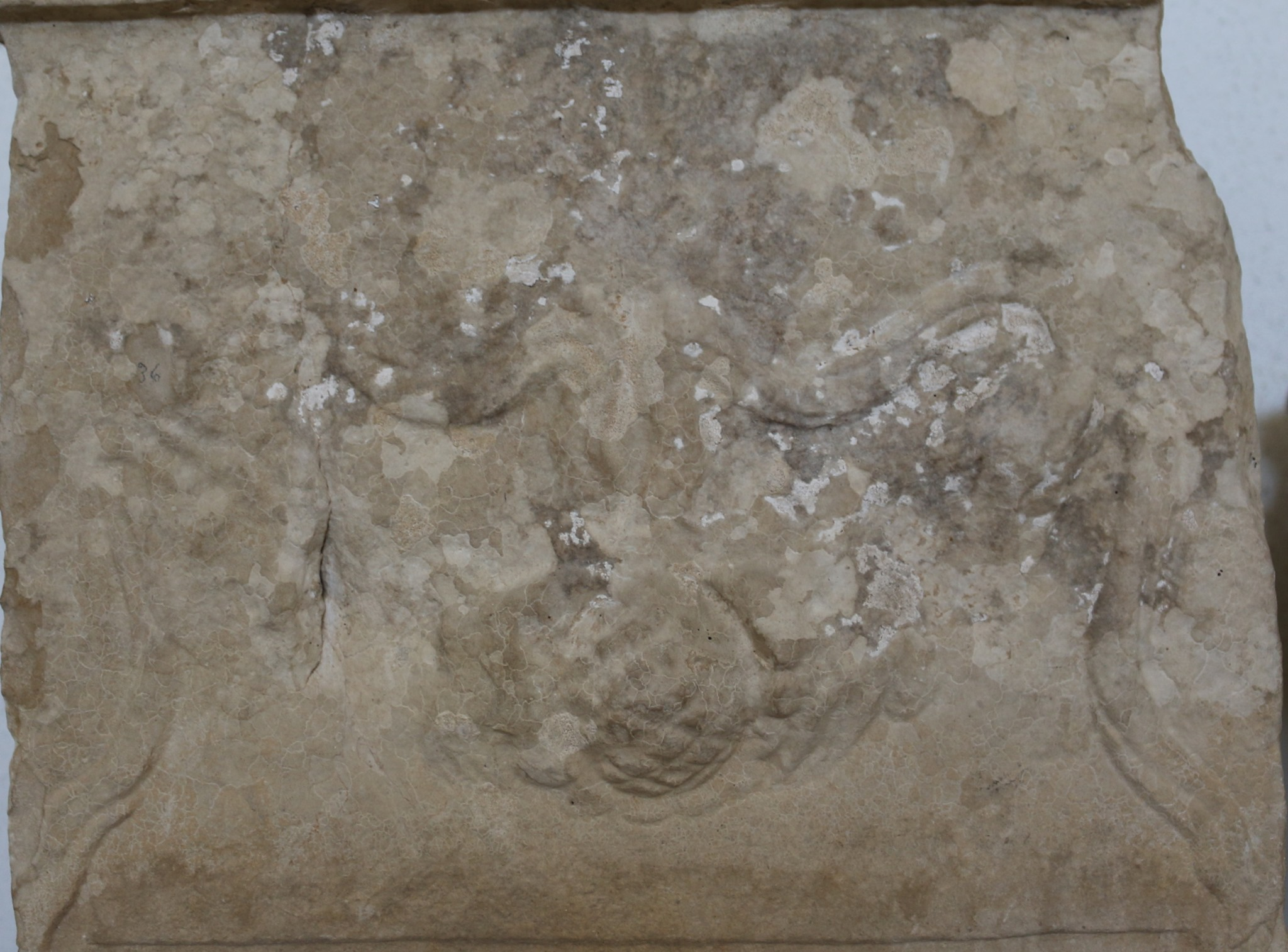
Détail sculpté avec une guirlande et une pomme de pin.

Le mot cippe est d'« un emploi trop vague dans la littérature épigraphique », c'est au plan étymologique « une pierre dressée ». Le terme est souvent utilisé dans le contexte de l'Afrique romaine pour évoquer des monuments funéraires. Les autels funéraires sont souvent dénommés cippes dans les publications. L'adoption de la coutume funéraire des autels au lieu des stèles n'est pas antérieure au IIe siècle au début de « l'apogée de l'Afrique » et se diffuse massivement au siècle suivant.
Le cippe de Beccut est du type des arulae-piliers. Il est taillé dans du calcaire et mesure 1,60 m de haut sur 0,45 m de large et 0,55 m d'épaisseur. La partie supérieure est brisée dans sa partie droite.
Le cippe comporte une importante zone de texte, au-dessus de laquelle se trouvent une guirlande, dégradée, et une pomme de pin. La guirlande sculptée dans la pierre reproduit les guirlandes « accrochées aux tombeaux à l'occasion des fêtes ». L'autel était orné avant les sacrifices, en particulier ceux liés à la fête des Rosalia. Cette fête funéraire romaine est introduite à Makhtar quand la ville devient une colonie.

### Inscription

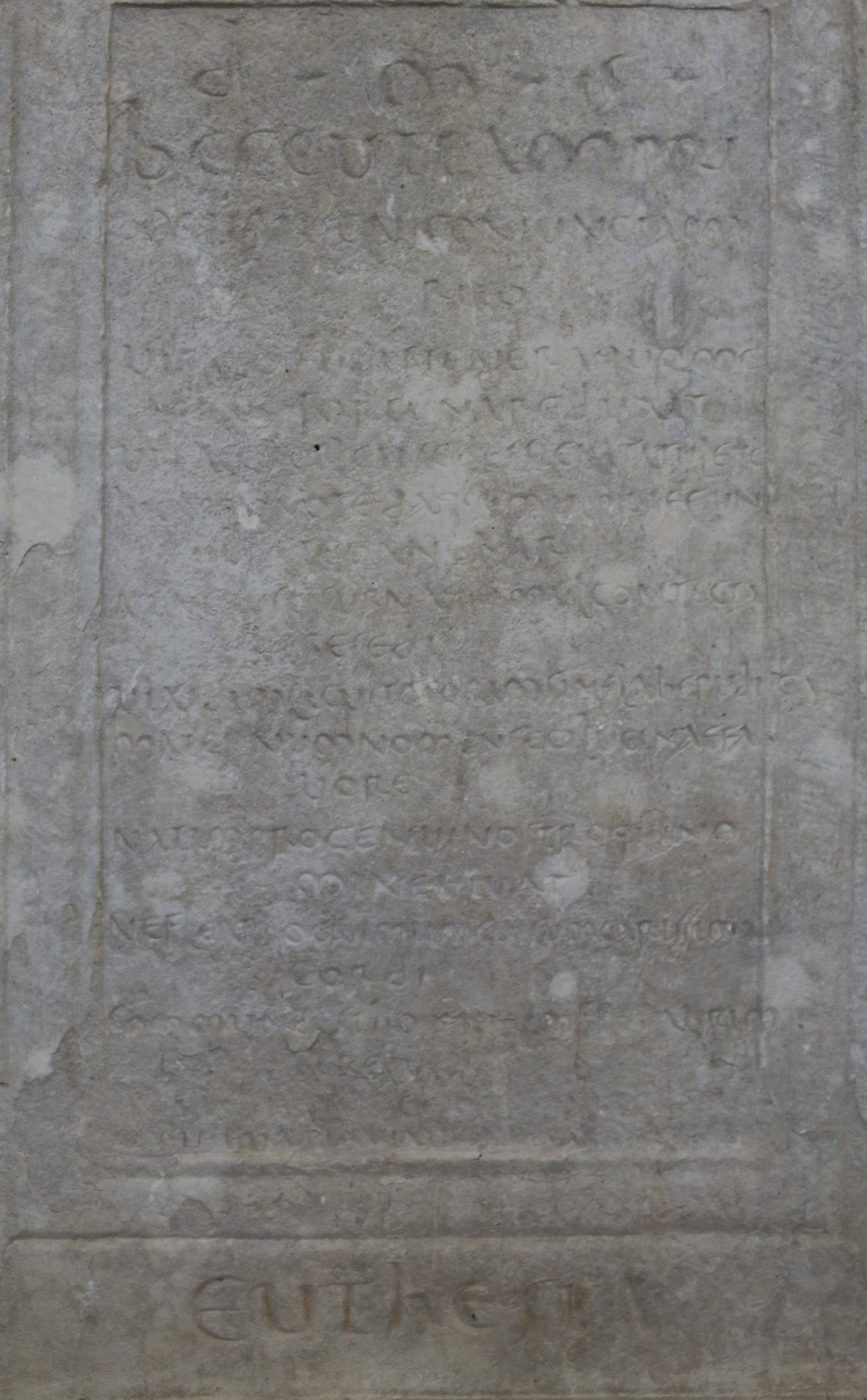
Vue générale de la partie du cippe portant des inscriptions latines.

Le cippe comporte une inscription de 22 lignes et, en dessous de cette dernière, le terme « Euthesia », hors du cadre. Les quatre dernières lignes comportent des lacunes. L'artéfact est la seule stèle qui possède une épitaphe en vers connue, à part le cas de l'épitaphe du moissonneur de Makthar, la « plus célèbre inscription de Mactar ».
La forme des lettres, qui rentrent mal dans les catégories répertoriées (onciale, cursive romaine, etc.), fait dire à Jean Mallon qu'il s'agit d'une école paléographique nouvelle, « qui marque l'avènement de l'écriture latine moderne ». Jean Mallon a procédé à une étude comparée de l'écriture du cippe et de celle d'un papyrus d'Oxyrhynque, en particulier le no 668, qui contient un épitomé de Tite-Live et qui a été trouvé en 1903. Le manuscrit a été daté du IIIe siècle et Mallon évoque une naissance de l'écriture utilisée dans l'espace de l'actuelle Tunisie. La calligraphie utilisée par le lapicide est trois fois plus grande que sur le volumen et « les proportions sont exactement les mêmes ». L'inscription est réalisée au ciseau « dans le style graphique d'un livre contemporain ».
La première ligne du texte et les deux dernières sont habituelles à de tels monuments funéraires, cependant entre les deux figure un poème de dix hexamètres. Le texte comporte des fautes de prosodie et l'auteur de l'inscription semble être un « poète improvisé » selon l'expression d'Édouard Galletier.
C'est Beccut qui parle dans le texte. Les deux lignes qui évoquent le nom complet de la défunte sont très endommagées. Le formulaire de l'inscription comporte une « invocation abrégée aux Mânes », le nom du mort et son âge.
Inscription funéraire
1. D*M*S*
2. BECCVTIAMPRÍ
3. MVMILONICONIVNCTAMA
4. RITO
5. VIRGORVDISTENERAQVOME
6. FORTVNAREDVXIT
7. VITAESETLETISEDESSICFATATVLERE
8. HICHYMNOTEDAQSIMVLPRAEEVN
9. TECANEBAR
10. NVNCVVSTISVRNAQSIMVLCONTECTA
11. RESEDI
12. VIXIDVMLICVITMORVMSINELABEPVDICA
13. MATERNVMNOMENFECILVCINAEFA
14. VORE
15. NATVMPROGENVINOSTROQVINO
16. MINEVIVAT
17. NEFLEATHOCNIMIVMCVISVMCARISSIMA
18. CORDI
19. COMMVNEESTHOMINVMFVNEBREM
20. [..]ERELA[......]
21. [....]L[....]EIA[............]
22. [..]RISSIMAPIAVIXITANNISXV[....]
23. EVTHESIA[A 16]

Développement
1. |D(iis) M(anibus) S(acrum)
2. |Beccut iam pri|mum Iloni coniuncta ma|rito
3. |uirgo rudis tenera quo me| Fortuna reduxit
4. |uitae set leti sedes sic fata tulere
5. |hic hymno tedaq(ue) simul praeeun| te canebar
6. |nunc uustis urnaq(ue) simul contecta | resedi
7. |uixi dum licuit morum sine labe pudica
8. |maternum nomen feci Lucinae fa| uore
9. |natum progenui nostro qui no|mine uiuat
10. |ne fleat hoc nimium cui sum carissima | cordi
11. |commune est hominum funebrem |[qu]erela[m.....]
12. [....]l[...]eia[............]|[..]rissima pia vxit annis XV[....]
13. Euthesia[A 17]

Traduction française

« Moi, Beccut, d'abord unie à mon mari Ilo (?), vierge novice et jeunette, à l'endroit où la Fortune m'a conduite, séjour de ma vie, mais aussi lieu de mon trépas — ainsi l'ont voulu les destins — ici même je fus célébrée à la fois par le chant d'hyménée et par la torche nuptiale portée devant moi, maintenant je repose ensevelie à la fois dans le tombeau et dans l'urne. J'ai vécu autant qu'il m'a été permis, chaste et gardant des mœurs sans tache ; la faveur de Lucina m'a valu le titre de mère : j'ai mis au monde un fils ; puisse-t-il vivre à ma place ! Qu'il ne pleure pas trop sur mon sort, celui au cœur de qui je suis si chère : c'est la condition humaine que d'avoir à gémir sur des morts (?). »

 La fin du texte ne peut être traduite du fait des lacunes dans la pierre ou du terme utilisé, « Euthesia » ; l'âge précis de la défunte fait partie de ces lacunes.

## Interprétation
Les sacrifices ne peuvent avoir lieu au-dessus de la table du monument du fait de sa hauteur, bien qu'il soit sculpté en forme d'autel.
L'étude comparée des autels-piliers découverts sur le site archéologique permet à Gilbert Charles-Picard de dire que le cippe de Beccut date le décès du moissonneur de Makthar après 260, l'étude épigraphique permettant de noter que « l'écriture n'est pas identique » ; le moissonneur est mort âgé et son ascension peut dater de la période de prospérité de la ville, entre 210 et 235.

### Document pour l'étude sociale de Makthar
Les pérégrins, après avoir obtenu la citoyenneté romaine, conservaient comme cognomen leur « nom barbare ». Dans l'évolution du nom romain au cours du IIIe siècle, le praenomen s'efface devant le cognomen, « seul nom personnel qui soit d'usage dans la vie courante ».
L'intérêt principal du cippe est l'onomastique. Beccut est le cognomen de la défunte et signale une origine punique ou libyque. Ce serait la forme féminine du nom BG'T, Bogud, un nom princier. La défunte a pu avoir deux cognomina, un en latin et l'autre en langue indigène. L'époux a pu avoir comme cognomen Milo. Le cognomen d'origine africaine peut être vu, selon l'expression de Jean-Marie Lassère, comme une « revanche de la tradition indigène reléguant dans l'ombre le gentilice, symbole de la romanisation ». Quant au nom de l'époux, ILONI, n'est pas expliqué par la langue punique et les spécialistes proposent la lecture MILONI du fait d'une haplographie, la chute de l'une des lettres. Le cognomen Milo était prestigieux et son attribution à son fils est possible par « un lettré de province ». 
Même si le document ne donne pas d'informations sur la position sociale du couple, il est supposé qu'ils appartiennent à la « bourgeoisie aisée » de la ville. Les familles sénatoriales ou équestres se distinguent mal dans la ville, et la Curie s'ouvre aux personnes modestes « à force de travail ». Le cognomen Beccut trahit une « promotion récente ».

### Document sur un membre d'une communauté religieuse

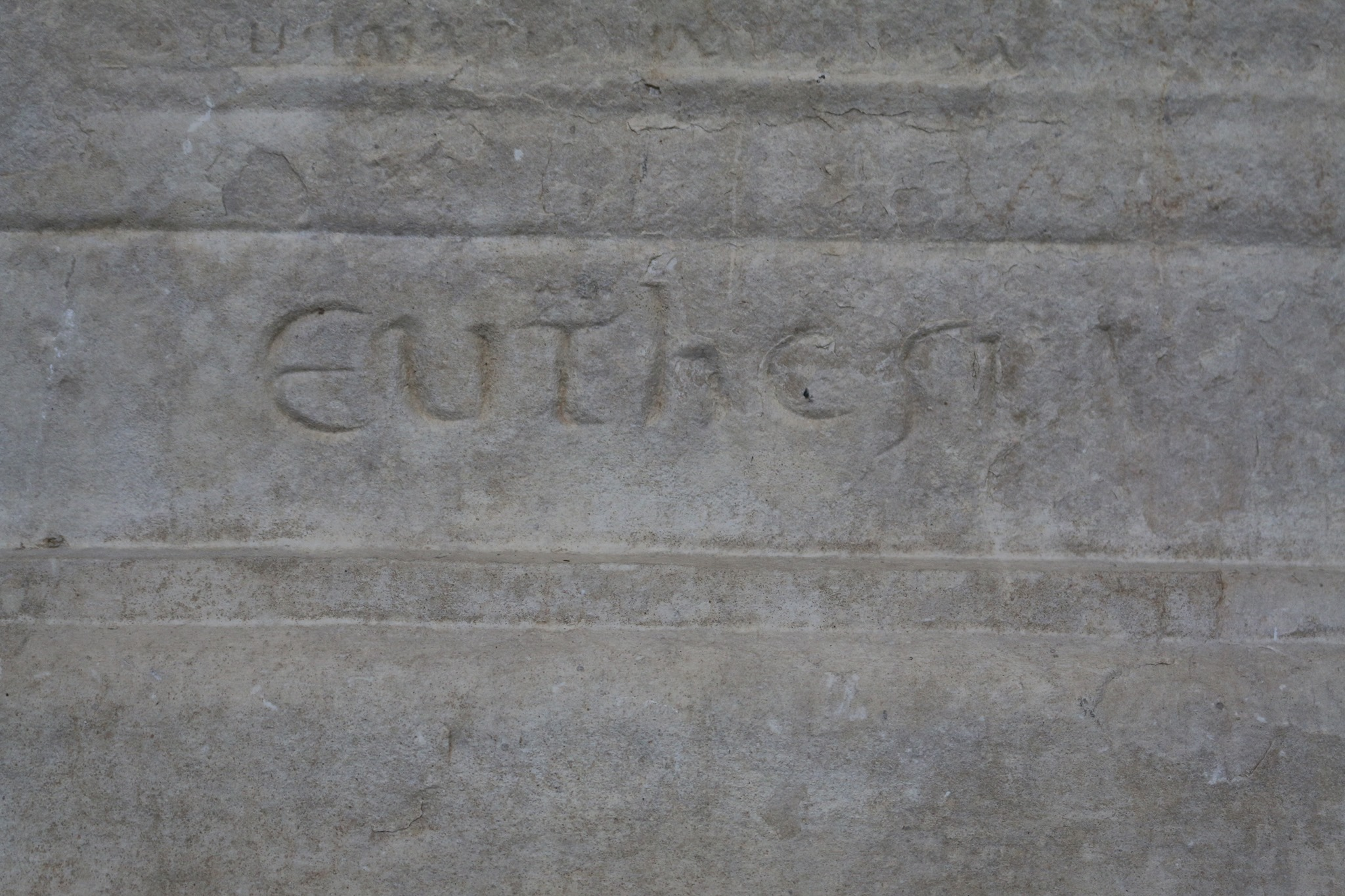
Détail de la partie inférieure du cippe avec le terme Euthesia.

L'invocation du nom du mort était importante car selon Ausone cela permettait de « [ramener] pour un instant le mort hors de l'oubli et le [mêler] aux vivants ».
Le terme « Euthesia » évoque une communauté religieuse. Les classes sociales aisées de la ville honoraient la Magna Mater et Liber, et le bacchisme se traduit par une plus grande présence des symboles dionysiaques sur les monuments funéraires, comme une pomme de pin sur le cippe de Beccut. Celle-ci est cependant utilisée tant pour le culte de Saturne que pour la Magna Mater ou le Liber. Beccut était peut-être une bacchante et « Euthesia », l'un des « vocables mystiques », le préfixe Eu « appartenant à la langue technique de la médecine ». Le signum présent sur le monument est peut-être le signe de l'appartenance à la communauté des Isiaques. Même si le culte est peu connu à Makthar, une initiation ailleurs est possible. Le culte de Dionysos et d'Osiris a pu s'en rapprocher, selon une « assimilation couramment admise ».
Le culte d'Isis imposait à ses fidèles « une discipline sévère, allant jusqu'à l'ascétisme » et l'épitaphe de Beccut s'accorde avec ces principes de vie. Le terme « Euthesia » introduit à la fin de l'inscription « une atmosphère de mystère étrange ».

### Poème funéraire
Le texte du cippe relève du type des elogia et le poète évoque « des banalités et des clichés » : « Beccut a été pudique et a eu un fils ». Lucina est une épithète de Junon, « déesse tutélaire de l'accouchement ». Évoquer la vertu féminine dans le texte est « un éloge traditionnel ». Elle est née, a vécu et est morte au même endroit. « Mariée très jeune », elle n'est pas morte en couches du fait de l'allusion à la divinité, ni du fait d'un accident : la maladie l'a sans doute emportée, « d'une manière aussi banale que navrante ». La durée de vie telle qu'elle est indiquée, Vixit annos, est découverte en majorité sur des monuments datés du IIe siècle ou du IIIe siècle.
L'expression DMS (Diis Manibus Sacrum, aux dieux Mânes sacrés) est stéréotypée. Cependant, l'adoption de l'invocation aux dieux Mânes, précoce sur les monuments africains de la capitale de la Proconsulaire ou de Dougga, est tardive « à mesure qu'on s'éloigne de Carthage ». La consolation est un « thème banal ».
L'étude du vers ne relève « aucune émotion » de la part de l'époux qui selon Gilbert Charles-Picard « devait être pressé de se remarier ». Le style du poème « se caractérise par sa banalité, à la fois gauche et pompeuse ». La langue est qualifiée par Charles-Picard d'artificielle et n'ayant rien à voir avec la langue parlée par la population locale.